# 安德烈·曼尼奇
安德烈·曼尼奇（義大利語：Andrea Manici；1990年4月28日—）是一位意大利橄欖球運動員。他是意大利國家橄欖球隊的一員，代表意大利參加了2015年世界盃橄欖球賽。